# 大連中山広場
大連中山広場（だいれんちゅうざんひろば、簡体字: 大连中山广场）は中国遼寧省大連市東部の中山区に位置して、直径213メートルの大連の中心的な広場で、円形を呈している。
中山広場より10本の道が放射状に延びていて、北から時計回りに、
- 上海路 - 北
- 民生街
- 七一街
- 人民路 - 東
- 魯迅路
- 解放街
- 延安路 - 南
- 玉光街
- 中山路 - 東
- 民康街

である。人民路（大連港方面へ）と中山路（友好広場、青泥窪橋、市政府を通って旅順方面へ）が東西の大動脈である。現在は、それぞれ人民路から中山路から地下道で、広場の内側へ渡れる。
中山広場は帝政ロシアが統治する時期に建設され、ニコライェフスカヤ広場（ロシア語: Николаевская площадь）と命名された。日本統治時代には、大広場と改名された。1908年から1935年まで日本人などの建築家の設計により、広場の周辺は続々と10基のルネッサンス様式やゴシック様式などのシンボル的な建築物が建てられた。現在、大連中山広場近代建築群と呼ばれ、2001年、中国の全国重点文物保護単位（編号5 - 478）に指定され、近現代重要史跡及代表建築に分類された。